# 공주 마곡사 석가모니불괘불탱
공주 마곡사 석가모니불괘불탱(公州 麻谷寺 釋迦牟尼佛掛佛幀)은 대한민국 충청남도 공주시 사곡면, 마곡사에 있는 조선시대의 탱화이다. 1997년 8월 8일 대한민국의 보물 제1260호로 지정되었다.

## 개요
괘불이란 야외에서 큰 법회나 의식을 열 때 사용하던 대형 불화를 말하며, 이 괘불은 석가모니불을 주존으로 그린 것이다.
중앙의 석가모니불을 중심으로 6대 보살, 10대 제자, 제석천과 범천, 사천왕, 천자, 아수라, 용왕 등이 좌우 대칭으로 화면 가득히 그려진 모습이다. 석가모니불은 용화수가지를 양 손에 받쳐 들고 있는 모습으로 손이 다른 신체 부분에 비해 크게 그려져 있다. 부처의 몸에서 나오는 빛을 상징하는 광배(光背)는 둥근 머리광배와 배(舟) 모양의 몸광배로 구분되는데 머리광배에는 작은 부처 여러 구를 그려 넣었다.
석가모니불을 좌우에서 협시하고 있는 제화갈라보살을 비롯한 6대 보살은 관음·대세지·문수·보현보살로 구성되었으며 10대 제자상과 보향·명월천자가 상단 좌우 끝에 그리고 아수라 가루라 용왕들이 배치되어 있다. 남아 있는 글로 보아 시주자를 비롯한 여러 승려와 일반인들이 제작에 참여하였으며 석가탄신일 외에도 수륙재와 49재에 쓰였던 그림임을 알 수 있다.
대형화면에 나타난 중후한 형태·화려한 색채 등 17세기 전반의 특징을 잘 나타내고 있는 작품으로 본존불을 중앙에 크게 묘사하고 다른 무리들을 주위에 작게 배치하여 석가모니가 일반 대중들을 압도하는 듯한 인상을 전달하고 있다.
삼신불 가운데 석가불을 노사나불과 동일하게 보살형으로 형상화한 독특한 형태의 그림이며 ‘천백억화신석가모니불’이란 석가의 존명과 함께 각 상들의 명칭도 기록되어 있어 불화 연구에 더욱 중요한 가치를 지니는 작품이다.

## 같이 보기
- 마곡사

## 참고 자료
- 마곡사석가모니불괘불탱 - 국가유산청 국가유산포털
- 마곡사석가모니불괘불탱[깨진 링크(과거 내용 찾기)] - 대형불화 정밀조사 보고서, 문화재청 간행물